# Вілла «Палаццола» (Стреза)
Вілла «Палаццола» (італ. Villa La Palazzola) — заміський будинок у Стрезі, має одне з найвигідніших розташувань біля озера Маджоре. З маєтку відкривається чудовий вид на острови Борромео. 

## Історія
Вілла була побудована за ініціативою графа Флавіано Авогадро Казанова на просторій ділянці площею близько два гектари. Перший закладений камінь  будівлі був освячений Росміні в червні 1844 року.  
З плином часу вілла змінює власників:  Казанова, Гейер, Беллоні. 
У 1951 році вілла перейшла у власність Бонджованні Радіче. Адольфо Піні, його спадкоємець, дарує віллу місту Стреза з умовою створення культурно-мистецького фонду.